# Creu de Françola
La Creu de Françola, o Creu d'en Françola, és una obra gòtica de Santa Maria de Miralles (Anoia) situada al camí del mas Françola i dona nom al torrent que baixa des del Clot de Comarroques fins a la riera de Miralles. Està inclosa a l'Inventari del Patrimoni Arquitectònic de Catalunya.

## Descripció
És de pedra i d'estil gòtic amb columna reformada l'any 1940. La base està formada per quatre graons octogonals, damunt els quals recolza un basament de planta quadrada, del qual n'arrenca una columna de planta novament octogonal. La part superior representa, a una cara, el Crist crucificat entre dos àngels. Els traçats de la creu són cilíndrics i a la part inferior hi trobem escuts dels Cervelló i també estrelletes.

## Història
Aquesta creu no indica un límit de terme, sinó una cruïlla de camins. La creu presenta els cérvols de l'escut heràldic dels Cervelló a totes les cares, indicant al bell mig del seu terme la seva pertinença a la família que va senyorejar el castell de Miralles des del segle X fins més enllà del segle XV. Des de 1308 el terme estava en mans de la branca secundària de la Llacuna-Vilademàger. Destruïda parcialment el 1936 durant la Guerra Civil. Els fragments van ser guardats, i amb ells va ser restaurada al 1940 a Igualada al taller del marbrista Ramon Perelló i reposada in situ. Al 1962 va ser reinstal·lada de nou, però llavors la creu original fou substituïda per una rèplica. L'original es troba a Pacs del Penedès. El peu de la creu va ser girat 180 graus i ara cadascun dels escuts dels Cervelló (que no son ben bé iguals, per que un dels cérvols està lleugerament inclinat) es troba en un costat diferent.